# Burai: Kuro dosu
Série
Burai: Hitokiri Gorō
(1968) Tue, vaurien, tue !
(1969)
Pour plus de détails, voir Fiche technique et Distribution.
Burai: Kuro dosu (無頼 黒匕首) est un film japonais réalisé par Keiichi Ozawa, sorti en 1968. C'est le 5e d'une série de six films adaptés d'un roman autobiographique de Gorō Fujita (ja) paru en 1967.

## Synopsis
Gorō Fujikawa est pris dans un conflit entre yakuza et perd son amante.

## Fiche technique
- Titre original : 無頼 黒匕首 (Burai: Kuro dosu?)
- Réalisation : Keiichi Ozawa
- Assistant réalisateur : Yukihiro Sawada (ja)
- Scénario : Kaneo Ikegami, d'après le roman autobiographique Burai: Aru bōryokudan kanbu no dokyumento (無頼 ある暴力団幹部のドキュメント?) de Gorō Fujita (ja) paru en 1967
- Photographie : Kuratarō Takamura
- Montage : Osamu Inoue
- Musique : Kōichi Sakata (ja)
- Décors : Motozō Kawahara
- Producteur : Kaneo Iwai
- Société de production : Nikkatsu
- Société de distribution : Nikkatsu
- Pays d'origine :  Japon
- Langue originale : japonais
- Format : couleur - 2,35:1 - 35 mm - son mono
- Genre : yakuza eiga et action
- Durée : 86 minutes[3] (métrage : huit bobines - 2 361 m[3])
- Date de sortie : 
  - Japon : 28 décembre 1968[3]

## Distribution
- Tetsuya Watari : Gorō Fujikawa
- Chieko Matsubara Yuri / Shizuko Miura
- Tamio Kawachi (ja) : Sueo Shige
- Shigeru Tsuyuguchi : Kunimatsu Takemiya
- Ryōji Hayama (ja) : Hatooka
- Kunie Tanaka : Hongō Michio
- Ichirō Nakatani : Keisuke Miura
- Kaku Takashina (ja) : Igawa

## Autour du film
Le nom du personnage principal, Gorō Fujikawa, interprété par Tetsuya Watari fait référence à Gorō Fujita (ja), un ex-yakuza devenu écrivain et auteur du roman autobiographique d'après lequel est adapté le film.

## Les films de la sérieBurai
- 1968 : Le Vaurien (無頼より 大幹部, Burai yori daikanbu?) de Toshio Masuda
- 1968 : Daikanbu: Burai (大幹部 無頼?) de Keiichi Ozawa
- 1968 : Burai hijō (無頼非情?) de Mio Ezaki
- 1968 : Burai: Hitokiri Gorō (無頼 人斬り五郎?) de Keiichi Ozawa
- 1968 : Burai: Kuro dosu (無頼 黒匕首?) de Keiichi Ozawa
- 1969 : Tue, vaurien, tue ! (無頼 殺せ, Burai: Barase?) de Keiichi Ozawa